# Истоки (Крым)
Исто́ки (до 1948 года Ады́м-Чокра́к; укр. Істоки, крымскотат. Adım Çoqraq, Адым Чокъракъ) — исчезнувшее село в Бахчисарайском районе (Автономной) Республики Крым, находилось на юго-востоке района, в одноимённой долине к востоку от Мангупа. В административном отношении территория, на которой было расположено село, сегодня относится к Красномакскому сельсовету.

## История

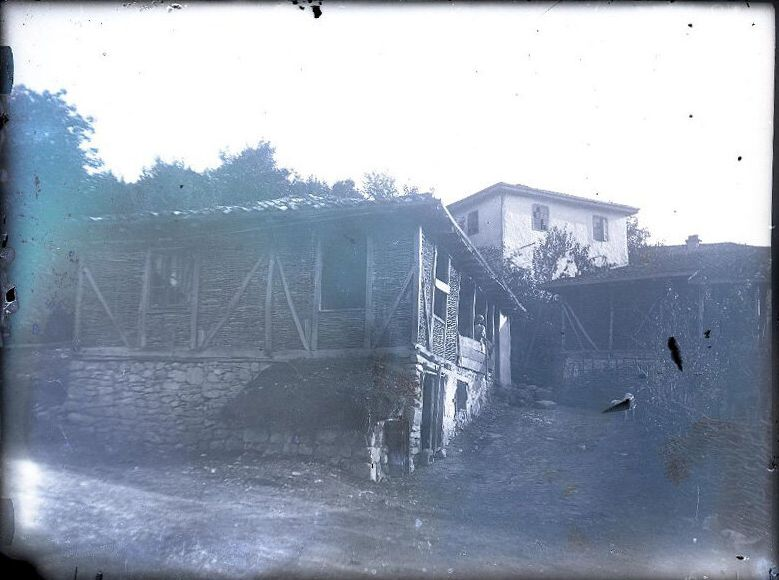
Адым-Чокрак, 1920-е годы.

Возникновение Адым-Чокрака, судя по результатам археологических раскопок, можно отнести к середине IV века, одновременно с другими поселениями окрестностей Мангупа, хотя, возможно, поселение существовало с IV—III веков до н. э. Находясь в центре страны Дори, деревня, естественно входила во все средневековые государственные образования Юго-Западного Крыма, включая Феодоро. Население было христианским, состояло из потомков заселивших край во II—III веках аланов и готов, смешавшихся с коренным населением. После падения Феодоро в 1475 году Адым-Чокрак, вместе с землями всего княжества, включили в состав Мангупского кадылыка Кефинского эялета Османской империи. Считается, что именно жителями Адым-Чокрака были впоследствии разобраны на стройматериалы здания и стены Мангупа. Селение упоминается в реестрах населенных пунктов Мангупского кадылыка за 1520 год, когда в селении Атым-Чокрагы были зафиксированы: 1 семья и 1 неженатый взрослый мужчина мусульман и 4 христианских («немусульманских») семьи, из них 1 потерявшая мужчину-кормильца. В переписи 1542 года — в деревне 1 немусульманская семья. Документальное упоминание селения встречается в «Османском реестре земельных владений Южного Крыма 1680-х годов», согласно которому в 1686 году (1097 год хиджры) Адым-Чокрак входил в Мангупский кадылык эялета Кефе. Всего упомянуто 28 землевладельцев, из них 4 иудея (видимо, караимы) и 1 «иноверец», владевших 1130,5 дёнюмами земли. После обретения ханством независимости по Кючук-Кайнарджийскому мирному договору 1774 года «повелительным актом» Шагин-Гирея 1775 года селение было включено в Крымское ханство в состав Бакчи-сарайского каймаканства Мангупскаго кадылыка, что зафиксировано и в Камеральном Описании Крыма 1784 года.
В составе Российской империи, по новому административно-территориальному делению, Адым-Чокрак с 8 февраля 1784 года включили в состав Симферопольского уезда Таврической области Новороссийской губернии. После Павловских реформ, с 12 декабря 1796 года по 1802 год, она входила в Акмечетский уезд Новороссийской губернии. После создания 8 (20) октября 1802 года Таврической губернии, Адым-Чокрак отнесён к Чоргунской волости Симферопольского уезда.
По Ведомости о всех селениях в Симферопольском уезде состоящих с показанием в которой волости сколько числом дворов и душ… от 9 октября 1805 года, в деревне Адиль-Чокрак числилось 16 дворов и 72 жителя, исключительно крымских татар. На военно-топографической карте генерал-майора Мухина 1817 года дворов в деревне 20. После реформы волостного деления 1829 года Адыш Чокрак, согласно «Ведомости о казённых волостях Таврической губернии 1829 года», отнесли к Байдарской волости.
На карте 1842 года в Адым-Чокраке обозначено 40 дворов и мечеть.
В 1860-х годах, после земской реформы Александра II, деревню приписали к Каралезской волости. Согласно «Списку населённых мест Таврической губернии по сведениям 1864 года», составленному по результатам VIII ревизии, Адым-Чокрак — владельческая татарская деревня при фонтане, в которой в 40 дворах проживало 187 человек и имелась мечеть. По обследованиям профессора А. Н. Козловского начала 1860-х годов, селение обеспечивалось водой из речки и многочисленных родников. На трёхверстовой карте 1865—1876 года дворов отмечено 35). На 1886 год в деревне Адыш-Чокрак, согласно справочнику «Волости и важнѣйшія селенія Европейской Россіи», проживало 264 человека в 49 домохозяйствах, действовала мечеть. В Памятной книге Таврической губернии 1889 года, составленной по результатам X ревизии 1887 года, зафиксировано 56 дворов и 291 житель, а на подробной карте 1890 года в Адым-Чокраке обозначено 47 дворов, все жители — крымские татары.
После земской реформы 1890-х годов деревня осталась в составе преобразованной Каралезской волости. Согласно «…Памятной книжке Таврической губернии на 1892 год», в деревне Адым-Чокрак, входившей в Шульское сельское общество, числилось 312 жителей в 46 домохозяйствах. 38 домохозяев владели 205,5 десятинами земли, остальные были безземельные. По «…Памятной книжке Таврической губернии на 1902 год» в деревне Адым-Чокрак, входившей в Шульское сельское общество, числилось 552 жителя в 72 домохозяйствах. По Статистическому справочнику Таврической губернии. Ч.II-я. Статистический очерк, выпуск шестой Симферопольский уезд, 1915 год, в деревне Адым-Чокрак Каралезской волости Симферопольского уезда числилось 57 дворов с татарским населением в количестве 475 человек приписных жителей и 4 — «посторонних», из которых 243 мужчин и 236 женщин. В общем владении было 198 десятин земли, 48 дворов с землёй, 9 безземельные. В хозяйствах имелось 67 лошадей, 70 волов, 60 коров, 50 телят и жеребят.
После установления в Крыму Советской власти, по постановлению Крымревкома от 8 января 1921 года была упразднена волостная система и село вошло в состав Бахчисарайского района Симферопольского уезда (округа), а в 1922 году уезды получили название округов. 11 октября 1923 года, согласно постановлению ВЦИК, в административное деление Крымской АССР были внесены изменения, в результате которых был создан Бахчисарайский район и село включили в его состав. Согласно Списку населённых пунктов Крымской АССР по Всесоюзной переписи 17 декабря 1926 года, в селе Адым-Чокрак Юхары-Каралезского сельсовета Бахчисарайского района имелось 90 дворов, все крестьянские, население составляло 348 человек (186 мужчины и 186 женщины). В национальном отношении учтено: 343 татарина и 3 русских. В 1935 году был создан новый Фотисальский район, в том же году (по просьбе жителей), переименованный Куйбышевский, которому переподчинили село. По данным всесоюзная перепись населения 1939 года в селе проживало 216 человек.

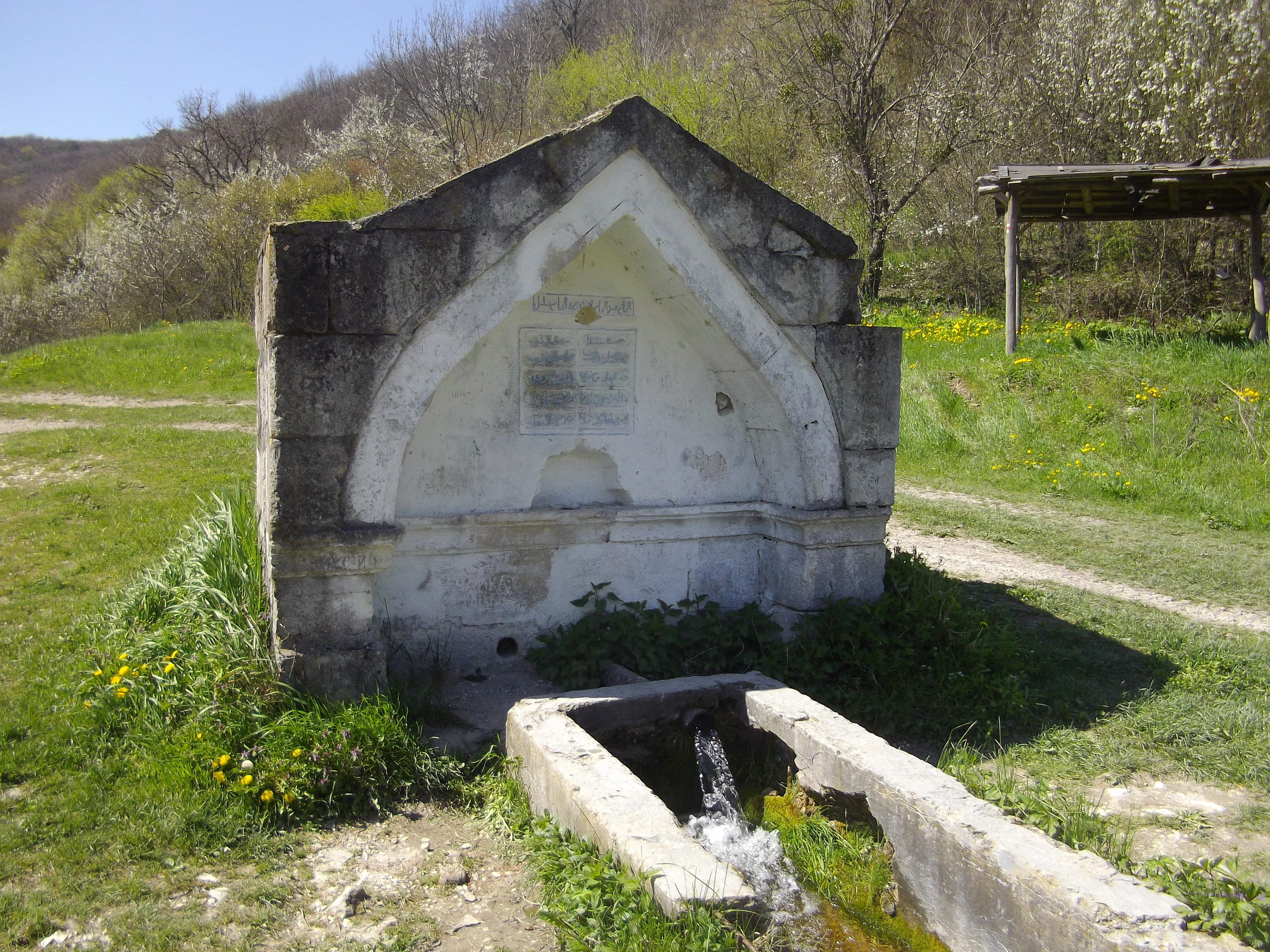
Фонтан Адым-Чокрак.

После освобождения Крыма во время Великой Отечественной войны, согласно Постановлению ГКО № 5859 от 11 мая 1944 года 18 мая 1944 года все крымские татары Адым-Чокрака были выселены в Среднюю Азию. На май того года в селе учтено 245 жителей (63 семьи), все крымские татары; было принято на учёт 40 домов спецпереселенцев.
12 августа 1944 года было принято постановление № ГОКО-6372с «О переселении колхозников в районы Крыма», по которому в район из сёл УССР планировалось переселить 9000 колхозников и в сентябре 1944 года в район приехали первые новоселы (2349 семей) из различных областей Украины, а в начале 1950-х годов, также с Украины, последовала вторая волна переселенцев. С 25 июня 1946 года Адым-Чокрак в составе Крымской области РСФСР. Указом Президиума Верховного Совета РСФСР от 18 мая 1948 года, Адым-Чокрак переименовали в Истоки. 26 апреля 1954 года Крымская область была передана из состава РСФСР в состав УССР. Ликвидировано в период с 1954 по 1960 год (на 1960 год в списках уже не значится); согласно справочнику «Крымская область. Административно-территориальное деление на 1 января 1968 года» — с 1954 по 1968 год. От села сохранился фонтан (источник) Адым-Чокрак, внесённый в список объектов культурного наследия Крыма (Постановление Совета министров Крымской АССР № 171 от 17 июля 1991 года)>.

## Название
Чокрак (крымскотат. чокъракъ) в переводе с крымскотатарского языка — «источник», «родник». Первый компонент названия (Адым) народная этимология выводит от крымскотатарского адым — «шаг». Однако в источниках ханского времени название писалось арабским шрифтом не так, как пишется слово «адым» (آديم), а по-другому: عظيم. Слово عظيم ('azīm) заимствовано из арабского языка и имело в старокрымскотатарском и османском языках значение «большой», «великий», а также использовалось в качестве мужского имени. Очевидно, первоначальное название Азим-Чокрак в течение XIX века трансформировалось в разговорном языке в Адым-Чокрак.

## Динамика численности населения
| - 1520 год — 26 чел. - 1542 год — 5 чел. - 1805 год — 72 чел. - 1864 год — 187 чел. - 1886 год — 264 чел. - 1889 год — 291 чел. | - 1892 год — 312 чел. - 1902 год — 552 чел. - 1915 год — 475/4 чел. - 1926 год — 348 чел. - 1939 год — 216 чел. - 1944 год — 245 чел. |